# Дикая парочка (фильм, 1987)
«Дикая парочка» (англ. The Wild Pair) — американский художественный фильм 1987 года, режиссёрский дебют Бо Бриджеса.

## Сюжет
Агент ФБР Джон Дженнингс объединяется с местным полицейским Бенни Авалоном. Странной паре приходится преодолеть все разногласия и начать сотрудничать, чтобы раскрыть дело о контрабанде кокаина. Попутно им удаётся обнаружить тайную армию, готовящуюся к свержению правительства США.

## В ролях
- Бо Бриджес — Джо Дженнингс
- Бубба Смит — Бенни Авалон
- Ллойд Бриджес — полковник Хестер
- Гэри Локвуд — капитан Кармер